# المعهد العالي للعلوم التطبيقية والتكنولوجيا بقفصة
المعهد العالي للعلوم التطبيقية والتكنولوجيا بقفصة هي إحدى المؤسسات العليا التابعة لجامعة قفصة، وقد نشأت في جويلية 2005.